# Terra e polvere
Terra e polvere (隱入塵煙T, 隐入尘烟S, Yǐn rù chényānP) è un film del 2022 scritto, diretto e montato da Li Ruijun.
È stato presentato in concorso al 72º Festival di Berlino.

## Trama
A Gaotai, nel Gansu cinese costeggiante il deserto del Gobi, Guiying e Youtie, due persone sole e in là con gli anni, vengono uniti in matrimonio dalle loro rispettive famiglie, desiderose di liberarsene.
Guiying è disabile, incontinente e sterile; è considerata una sheng nü (zitella). Youtie è il contadino più povero della zona. Le loro famiglie combinano il loro matrimonio con una sensale.
Nonostante i primi imbarazzi, la coppia sviluppa gradualmente vicinanza e tenerezza reciproca. I due conducono una vita semplice, coltivando la terra con l'aiuto del loro asino. Nel loro villaggio ci sono molte casupole vuote, e si trasferiscono in una di esse.
Inaspettatamente, ritorna il proprietario del terreno, emigrato a Shenzhen in cerca di lavoro: egli ha saputo che il Governo concede un indennizzo in denaro ai proprietari che permettono di demolire le case vuote.
Youtie decide infine di costruire una casa sua. Con grande fatica, i due fabbricano con le loro mani dei mattoni di fango, con cui costruiscono i muri, e delle stuoie di mais con cui ricavano il tetto.
Nel frattempo, alla riunione periodica della sezione locale del Partito, il dirigente informa il villaggio che un potente uomo d'affari del posto è gravemente malato e ha bisogno urgente di una trasfusione di sangue. Poiché Youtie condivide il suo stesso raro gruppo sanguigno, viene spesso chiamato a donare il sangue, diventando sempre più debole. In cambio delle sue donazioni, la famiglia dell'uomo d'affari offre a Youtie dei regali a buon mercato, che lui però accetta solo come oggetti in prestito.
Il fratello di Youtie gli suggerisce di trasferirsi in un nuovo appartamento in un grattacielo di edilizia pubblica, ma la coppia lo trova impraticabile, perché non conoscono altro mestiere che l'agricoltura e dovrebbero abbandonare gli animali da fattoria.
La nuova casa è pronta e i due vi si trasferiscono: ora hanno una casa grande, un tetto e un campo di mais. Ma proprio quando le cose sembrano girare per il meglio, Guiying si ammala.
Youtie le suggerisce di riposare, mentre lui va nei campi. Mentre rientra, incrocia un gruppo di anziani del villaggio, seduti con noncuranza vicino al canale di irrigazione. Gli dicono che Guiying lo stava cercando per portargli il pranzo, ma che ha avuto un capogiro ed è caduta in acqua. Youtie si getta urlando nel canale per recuperare la moglie, che però è già annegata.
Nei giorni successivi, Youtie prepara il funerale della moglie e termina il raccolto, poi libera il suo asino e vende i suoi beni per saldare i debiti, senza tenere nulla da parte, come avrebbe fatto normalmente per la semina della stagione successiva. Anche in quest'ultima transazione, Youtie viene ingannato dal compratore, che arrotonda il prezzo per difetto, “per facilitare la contabilità”.
Dopo il funerale di Guiying, Youtie prende un po' di cibo e si sdraia sul letto, tremando.
Nella scena successiva, i funzionari governativi portano via i suoi pochi effetti personali e pagano un indennizzo al fratello di Youtie per demolire la casa che aveva costruito. Si deduce che Youtie si è suicidato. L'asino che lui aveva liberato ritorna alla fattoria, ma nessuno lo prende con sé. La casa di Youtie è infine demolita.

### Cambiamento al finale
La censura governativa ha fatto apportare dei cambiamenti al finale.
Nella versione rivista, durante la scena della demolizione della casa, una voce fuori campo spiega che Youtie si è trasferito nel grattacielo, iniziando una nuova vita.

## Produzione
In preparazione al suo ruolo, Hai Qing ha vissuto per diversi mesi con Wu Renlin, attore non professionista scelto in qualità di "autentico contadino locale", imparando a dissodare terreni, seminare, fare il raccolto e badare agli animali, costruendo insieme alle maestranze la casa di mattoni di fango presente nel film.

## Distribuzione
Il film è stato presentato in anteprima il 13 febbraio 2022 al 72º Festival del cinema di Berlino, diventando così il primo film cinese in concorso a uno dei tre principali festival cinematografici europei (Berlino, Cannes e Venezia) dal 2019. È stato distribuito nelle sale cinematografiche cinesi, in 11mila copie, a partire dall'8 luglio dello stesso anno.
In Italia, è stato presentato in anteprima il 29 aprile 2022 al Far East Film Festival di Udine, venendo poi distribuito nelle sale cinematografiche italiane da Tucker Film a partire dal 30 marzo 2023.

## Accoglienza e censura
Il film è stato un notevole successo di pubblico in patria, incassando circa 100 milioni di yuan (pari a 14 milioni di dollari) al botteghino cinese, a fronte di un budget di 2 milioni di yuan. La rivista di settore Screen International l'ha definito «un risultato straordinario per un film non-blockbuster in Cina». Anche l'accoglienza da parte della critica, specie quella internazionale, è stata calorosa, ad eccezione di alcune polemiche che la rappresentazione fornita dal film delle zone rurali del Paese ha suscitato nell'opinione pubblica cinese.
Ciononostante, il 26 settembre, il film è stato rimosso senza spiegazioni da tutti i servizi di streaming su cui era disponibile in Cina. Secondo quanto riportato da Radio Free Asia e The Guardian, il governo cinese avrebbe anche censurato discussioni in merito sul popolare social Weibo.

## Riconoscimenti
- 2022 - Festival di Berlino[3]
  - In concorso per l'Orso d'oro
- 2022 - Semana Internacional de Cine de Valladolid[9]
  - Espiga de oro